# Franck Chaumin
Franck Chaumin (* 2. November 1969 in Blois) ist ein ehemaliger französischer Fußballtorwart und jetziger -trainer.

## Spielerkarriere
Nachdem Chaumin sein Talent als Torwart gezeigt hatte, ging er zum INF Vichy, einem Ausbildungszentrum für junge Fußballspieler. Von dort aus gelang ihm 1989 der Wechsel zum Zweitligisten CFC Quimper. Für Quimper konnte er bereits in seiner ersten Saison 20 Mal auflaufen, musste aber in derselben Saison den Abgang zahlreicher Leistungsträger und den daraus resultierenden Abstieg hinnehmen. In der folgenden Spielzeit wurde der angestrebte Wiederaufstieg verfehlt, sodass Chaumin den Klub 1991 verließ. Er unterschrieb beim zweitklassigen Gazélec FC Ajaccio auf Korsika. Mit diesem spielte er eine gute und eine durchwachsene Saison in der zweiten Liga, ehe er 1993 im Erstligisten FC Sochaux einen neuen Arbeitgeber fand. Allerdings hütete er nur das Tor der Reservemannschaft. Nach dem Weggang des zweiten Torwarts Stéphane Ferrand konkurrierte er mit Pascal Villechalane um die Rolle des Ersatzkeepers. Ohne einen Einsatz in der ersten Mannschaft bestritten zu haben, wechselte er 1995 zum FC Mulhouse in die zweite Liga. Für den elsässischen Verein war er wieder Stammtorwart, litt jedoch unter Verletzungen. 1998 stieg er mit dem Verein in die dritte Liga ab und beendete gleichzeitig seine Karriere.

## Trainerkarriere
Von 1998 bis 2001 arbeitete für einen Verein aus Savenay, wo er für das Torwarttraining und die Jugend verantwortlich war. 2001 wurde er beim Profiklub EA Guingamp als Torwarttrainer eingestellt. Dem folgte 2005 der Wechsel zum FC Nantes, wo er die jungen Keeper ausbildete. Ab 2009 stand er in den Diensten des OC Vannes, bei dem er wieder das Torwarttraining leitete. Im April 2010 wurde er von der Malischen Nationalmannschaft als Torwarttrainer eingestellt.